# プラネットアース
『プラネットアース』（英題：Planet Earth）は、イギリスのBBCによる自然ドキュメンタリーシリーズ。日本のNHK、アメリカ合衆国のディスカバリーチャンネルとの共同制作番組である。本記事では、2016年末開始の続編『プラネットアースII』についても記述する。
番組内の映像の全てがHDカメラによって収録され、全11集（各50分）より構成される。日本では「NHKスペシャル」にて2006年5月 - 2007年2月に順次放送された。
第59回プライムタイム・エミー賞では7部門で候補になり、ノンフィクション・シリーズ部門の作品賞を含む全4部門で受賞した。2007年には同じ映像を使ったものが映画『アース』（英独共同制作）として公開されている。

## プログラム
- 第1集「生きている地球」（英題："From Pole to Pole"）
- 第2集「淡水に命あふれる」（英題："Fresh Water"）
- 第3集「洞窟 未踏の地下世界」（英題："Caves"）
- 第4集「乾きの大地を生きぬく」（英題："Deserts"）
- 第5集「高山 天空の闘い」（英題："Mountains"）
- 第6集「草原 命せめぎあう大地」（英題："Great Plains"）
- 第7集「海 ひしめく生命」（英題："Shallow Seas"）
- 第8集「極地 氷の世界」（英題："Ice Worlds"）
- 第9集「ジャングル 緑の魔境」（英題："Jungles"）
- 第10集「森林 命めぐる四季」（英題："Seasonal Forests"）
- 第11集「青い砂漠 外洋と深海」（英題："Ocean Deep"）

### プラネットアース　地球と生命の大紀行
特に反響が大きかったシーンをNHKが独自に再編集した総集編。前編・後編各75分。2007年5月2・3日にNHKスペシャルで放送。

### プラネットアース　絶景・天空の旅
プラネットアースの映像を再編集したもの。通常の番組とは性格が大きく異なるフィラー番組（つなぎ番組）である。いわゆる環境映像番組、BGV。各回30分。詳しくはプラネットアース　絶景・天空の旅　（30分）を参照のこと。
- 極地
- 高山
- 砂漠・海
- 森林・草原
- 淡水

### プラネットアース　地球と生命の旅
各回5分。2009年4月26日開始。
- 大地の竜巻　コウヨウチョウ (4/26)
- 遭遇　ジンベイザメ (4/29)
- 攻防　カリブーとオオカミ (5/1)
- 火を恐れない鳥　オウチュウ (5/1)
- 珍獣　チベットスナギツネ (5/3)
- 命の誕生　コウテイペンギン (5/6)
- 母子の出発　ホッキョクグマ (7/19)
- 孤高のハンター ユキヒョウ
- 水辺のダンス チャクマヒヒ
- 越冬 コウテイペンギン

## DVD等

### 日本版DVD-BOX
全3巻。NHKエンタープライズ作。販売元はジェネオン エンタテインメント。
DVD-BOX I
第1集〜第4集を収録。ディスク4枚組。2006年8月25日発売。
DVD-BOX II
第5集〜第7集を収録。ディスク3枚組。2006年12月22日発売。
DVD-BOX III
第8集〜第11集を収録。ディスク4枚組。2007年6月1日発売。

### 日本版Blu-ray Disc
NHKエンタープライズ／ジェネオンより2009年2〜3月に発売。1集1枚で全11巻。

### 日本版HD DVD
NHKエンタープライズ／ジェネオンより2008年1〜4月に発売。1集1枚で全11巻。

### 日本版VHS
NHKエンタープライズ／ジェネオンより2007年1～4月に発売。1集1枚で全11巻。

### 海外版
BBC版DVD-BOXがワーナー・ホームビデオより発売され欧米でロングセラーとなった。HD DVD・Blu-ray Disc版も発売。
米国のディスカバリーチャンネル版も発売されているが、同社の通販サイトなど販路が限られているためあまり知られていない。

## スタッフ
- 音楽：ジョージ・フェントン
- BBC版ナレーション：デイビッド・アッテンボロー
- ディスカバリーチャンネル版ナレーション：シガニー・ウィーバー
- 日本語版ナビゲーター：緒形拳
- 日本語版ナレーション：上田早苗（現・NHK放送センター・東京アナウンス室長）
- NHK BS hiでの再放送のナレーション：柿沼郭（現・NHKラジオセンター局次長級エグゼクティブアナウンサー）

## 関連書籍
- 共著（写真：岡田満世）『地球徒歩トボ：「プラネットアース」で見た絶景(Chikyu tobo tobo)』学習研究社、2007年。ISBN 978-4-05-403314-6。

## エピソード
- 緒形は肝臓癌のため、2008年10月に死去。しかし、そのことは周囲には伏せていたため、撮影には、既に癌が進行していた状態で臨んでいたことになる。

前項の著書『地球徒歩トボ』については、死後の2008年暮れにNHKでこの番組の総集編とともに特別番組が編成され、長男の幹太が父の文記述部を朗読した。

## プラネットアースII
2013年「One Planet」として製作を発表。BBCナチュラルヒストリーユニットの他、BBCアメリカ、ドイツのZDF、中国のテンセント、フランス・テレヴィジオンが参加した。ドローンなど最新の技術を用い、またBBC制作の番組としては初めて全編が4Kで撮影され、2016年11月から放送が開始された。ナレーションは前作に引き続きデイビッド・アッテンボローが務める。
日本ではNHK独自の再編集版が放送され、後にデイビッド・アッテンボローの出演場面をカットしたオリジナル編集版が順次放送された。
2018年には、追加映像が加わった『ブループラネット』が「プラネットアースⅡ」の海編としてNHKで放送された。

### プログラム
- 第1集「島 生命の小宇宙」（英題："Islands"）
- 第2集「熱帯の森 ひしめく命」（英題："Jungles"）
- 第3集「砂漠 不毛の大地」（英題："Deserts"）
- 第4集「草原 緑のゆりかご」（英題："Grasslands"）
- 第5集「高山 天空の闘い」（英題："Mountains"）
- 第6集「都市 新天地への挑戦」（英題："Cities"）

### スタッフ
- ナレーター：仲間由紀恵、豊川悦司